# Pilar Ruiz-Lapuente
Pilar Ruiz-Lapuente, née en 1964 à Barcelone (Espagne), est une astrophysicienne travaillant comme professeur à l'Université de Barcelone. Ses travaux comprennent des recherches sur les supernovas de type Ia. En 2004, elle a dirigé l'équipe qui a recherché l'étoile compagne de la naine blanche qui est devenue la supernova SN 1572, observée entre autres par Tycho Brahe. Les recherches de Ruiz-Lapuente sur les supernovas ont contribué à la découverte de l'accélération de l'expansion de l'univers.

## Aperçu de carrière
Ruiz-Lapuente a obtenu son diplôme en physique à l'Université de Barcelone, puis a fait ses études de doctorat à l'Université de Barcelone, à l'Institut Max-Planck d'astrophysique et à l'Observatoire européen austral. Elle est ensuite devenue chercheuse au Harvard-Smithsonian Center for Astrophysics. Depuis 2012, elle est professeure au Département d'astronomie et de météorologie de l'Université de Barcelone.

## Recherche sur l'accélération de l'univers
Ruiz-Lapuente était l'un des membres du Supernova Cosmology Project, l'une des deux équipes de recherche qui ont fait la co-découverte inattendue, en 1998, que l'univers s'étendait à un rythme accéléré. Les équipes l'ont découvert en étudiant les supernovas de type Ia et ont avancé l'énergie noire comme explication de cette expansion accélérée.
She said of her contribution to the work... « I worked in La Palma with the telescopes of Roque de los Muchachos Observatory (Canary Islands). I monitored the objects that were discovered from which I obtained their spectra and light curves. On the other hand, I also helped to perform the team’s joint analyses...We carry out observations every fifteen days. First, we take reference images and then we go back to them after around fifteen days, when we expect to find some new ones. Hence, we can compare images, detect variable objects and identify them as supernovae. Once they’ve been detected, we monitor them. »À la suite de cette découverte, Ruiz-Lapuente, ainsi que ses collègues du projet Supernova Cosmology et les co-découvreurs de l'équipe de recherche High-z Supernova, ont reçu le prix Gruber de cosmologie 2007 et le Breakthrough Prize de physique fondamentale 2015,. Les recherches auxquelles elle a contribué ont également abouti à l'attribution du prix Nobel de physique 2011 au chercheur principal de son équipe, Saul Perlmutter, qu'il a partagé avec les directeurs de l'équipe de recherche High-z Supernova.

## Publications notables
En 2012, Pilar-Ruiz avait écrit plus de 130 articles de revues. Il s'agit notamment de travaux publiés dans Nature et Science,.
Certains articles incluent :
- Nebular spectra of type IA supernovae as probes for extragalactic distances, reddening, and nucleosynthesis (Spectres nébulaires des supernovae de type IA comme sondes pour les distances extragalactiques, le rougissement et la nucléosynthèse) Bibcode : 1992ApJ...400..127R
- A possible low-mass type Ia supernova (Une possible supernova de type Ia de faible masse) DOI 10.1038/365728a0
- Tycho Brahe's supernova: light from centuries past (Supernova de Tycho Brahe : lumière des siècles passés) DOI 10.1086/422419 Bibcode : 2004ApJ...612..357R « astro-ph/0309009 », texte en accès libre, sur arXiv.
- Dark energy, gravitation and supernovae (Énergie noire, gravitation et supernovas) DOI 10.1088/0264-9381/24/11/R01 Bibcode : 2007CQGra..24R..91R « 0704.1058 », texte en accès libre, sur arXiv.

Elle a également écrit un livre intitulé El enigma de la realidad. Las entidades de la física de Aristóteles a Einstein. .